# Боровичи (Курганская область)
Боровичи — село в Сафакулевском районе Курганской области. Административный центр Бахаревского сельсовета.

## История
В 1966 г. Указом Президиума ВС РСФСР деревня отделения № 1 Яланского совхоза переименована в Боровичи.

## Население
| 1989 | 2002 | 2010 |
| ---- | ---- | ---- |
| 577  | ↘533 | ↘375 |

Национальный состав
Согласно результатам Всероссийской переписи населения 2002 года, в национальной структуре населения татары составляли 57 %.